# Johann Pascolini (Räuber)

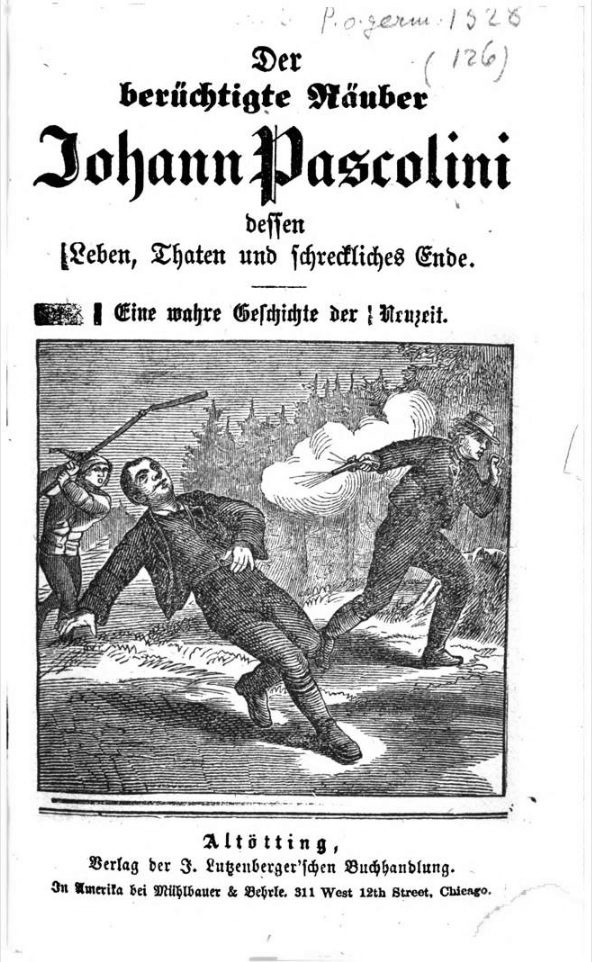
Künstlerische Darstellung der tödlichen Verletzung Johann Pascolinis. Titelseite von Der berüchtigte Räuber Johann Pascolini, dessen Leben, Thaten und schrecklisches Ende. Eine wahre Geschichte der Neuzeit.

Johann Pascolini (* 10. April 1831 in Unterweikertshofen; † 6. oder 7. Dezember 1871 in Altomünster) war ein bayerischer Räuber, der in der Gegend zwischen München und Augsburg agierte. Er war Onkel des Räubers und bayerischen Volkshelden Mathias Kneißl. Die Existenz Johann Pascolinis ist gesichert, die Details seines Lebens sind in der Literatur jedoch nur ausgeschmückt überliefert.

## Leben
Johann Baptist Pascolini wurde als Sohn von Alois und Klara Pascolini, die als Krämer in der Gegend zwischen München und Augsburg lebten, geboren. Sein Großvater Peter Pascolini war aus der Lombardei in die Gegend zugezogen. Seine jüngste Schwester Therese (* 27. Februar 1847) war die Mutter des Räubers Mathias Kneißl (1875–1902), der schon zu Lebzeiten und erst recht posthum zum Volkshelden avancierte.
Mit 11 Jahren erhielt Johann Pascolini erste Strafen wegen verschiedener Diebstähle. Später begann er eine Lehre zum Schreiner, in der er sich zwar geschickt anstellte, jedoch Geld seines Lehrherrn veruntreute. In der Gegend um Dachau, Bruck und Aichach beging er verschiedene Einbruchsdiebstähle, aber auch Taten aus Wolfratshausen und München sind überliefert. 1852 oder 1853 wurde er in Ludwigsfeld festgenommen und zu einer Freiheitsstrafe von 10 Jahren verurteilt, derentwegen er im Zuchthaus in der Au inhaftiert wurde.
Wegen guter Führung wurde er 1861 begnadigt, setzte seinen kriminellen Lebenswandel jedoch fort. Er beging Straßenraube sowie Einbruchs-, Vieh- und Trickdiebstähle in der Gegend um Bruck und Dachau, wobei er unter verschiedenen Berufen und Vorwänden auftrat. Nach 1863 wurde er ein weiteres Mal festgenommen und verbrachte die Untersuchungshaft in der Frohnveste am Lilienberg in der Au. Seine 18-jährige Zuchthausstrafe begann er im Zuchthaus Kaisheim, aus dem er in der Nacht auf den 20. Juni 1864 fliehen konnte; seine Haftbedingungen waren zuvor wegen erneut guter Führung gelockert worden.
Nach weiteren Taten wurde er zwei weitere Male verhaftet, wobei ihm kurz nach der ersten Verhaftung erneut die Flucht aus der Frohnveste am Lilienberg gelang. Nach der zweiten Verhaftung und einem missglückten Ausbruchsversuch versuchte er Suizid zu begehen, indem er sich die Speichenarterien aufbiss. Er wurde daraufhin von der Frohnveste am Lilienberg und nach Genesung im Krankenhaus in die Frohnveste am Anger verlegt. Anfang Dezember 1864 wurde er durch ein Schwurgericht beim Bezirksgericht München zu einer Zuchthausstrafe von 30 Jahren verurteilt, die er im Zuchthaus in der Au absaß. Nach mehreren gescheiterten Versuchen gelang ihm in der Nacht auf den 3. Oktober 1865 der Ausbruch, worauf mehrere Monate in Freiheit folgten. Den Kontakt zu seiner Familie hatte er inzwischen, wohl wegen der Gefahr einer Festnahme, abgebrochen, eine Geliebte ist jedoch überliefert. Die letzte Inhaftierung erlebte Johann Pascolini etwa im Jahr 1866 mit anschließender Haft im Zuchthaus in der Au. Der abermalige Ausbruch gelang ihm am 14. August 1871.
Im Dezember 1871 verübte er mit einem Mittäter einen Einbruch in einen Bauernhof bei Altomünster. Nachdem sie von den Bewohnern entdeckt worden waren, mussten sie fliehen. Dabei schoss der Mittäter Johann Pascolini versehentlich an. An den Folgen der Verletzung starb Johann Pascolini im Krankenhaus von Altomünster.

## Rezeption
Die Lebensgeschichte Johann Pascolinis, die exemplarisch die Umstände, in die Mathias Kneißl hineingeboren wurde, darstellt, ist Gegenstand eines Theaterstücks.